# Miyanosawa (métro de Sapporo)
Miyanosawa (宮の沢駅, Miyanosawa-eki) est une station du métro de Sapporo au Japon. Elle est située dans l'arrondissement de Nishi à Sapporo.

## Situation ferroviaire
La station marque le terminus nord-ouest de la ligne Tōzai.

## Histoire
La station a été inaugurée le 25 février 1999.

## Service des voyageurs

### Accueil
La station est ouverte tous les jours.

### Desserte
- Ligne Tōzai :
  - voies 1 et 2 : direction Shin Sapporo